# Théorème d'itération
Le théorème d'itération est dû à Stephen Kleene, il est aussi connu sous le nom de théorème smn dans sa forme paramétrisée. 

## Énoncé

### Pour une énumération de fonction récursive
Si {\displaystyle \varphi ~} est une énumération acceptable, alors il existe une fonction partielle récursive {\displaystyle s~} telle que pour tout indice {\displaystyle \mathbf {e} ~} et tous nombres {\displaystyle x~} et {\displaystyle y~}
{\displaystyle \varphi _{s(\mathbf {e} ,x)}(y)=\varphi _{\mathbf {e} }(x,y)}.

### Pour un langage de programmation
Si {\displaystyle \varphi } est un langage de programmation acceptable alors il existe une fonction calculable {\displaystyle s~} telle que pour tout programme {\displaystyle \mathbf {e} } et tous {\displaystyle x~} et {\displaystyle y~}
{\displaystyle \varphi _{s(\mathbf {e} ,x)}(y)=\varphi _{\mathbf {e} }(x,y)}.
{\displaystyle s} est appelée fonction d'itération ou fonction s-m-n dans sa forme paramétrisée.

## Évaluation partielle
La fonction d'itération est un des points fondamentaux de l'évaluation partielle. En effet, dans {\displaystyle \varphi _{s(\mathbf {e} ,x)}(y)=\varphi _{\mathbf {e} }(x,y)}, le programme {\displaystyle s(\mathbf {e} ,x)} peut être vu comme la spécialisation du programme {\displaystyle \mathbf {e} } pour l'entrée {\displaystyle x~}, en d'autres termes, le programme {\displaystyle \mathbf {e} } dont la première entrée a été fixée pour la valeur {\displaystyle x~}. Pour cette notion, on pourra se référer aux travaux de N. Jones.

## Auto-référence
Par {\displaystyle s(x,x)~}, ce théorème permet de construire des programmes faisant référence à leurs propres codes puisque {\displaystyle \varphi _{s(x,x)}(y)=\varphi _{x}(x,y)}. En particulier, {\displaystyle s(x,x)~} est fondamental dans la construction d'une machine de Turing dont l'arrêt est indécidable ou dans la preuve du théorème de récursion de Kleene.

## Exemple
Le programme Python suivant implémente la fonction  s11  pour une fonction quelconque f et une variable x : 
```
def
 
S11
(
f
,
x
):

    
return
 
lambda
 
y
:
 
f
(
x
,
y
)

```

Appliqué à la fonction d'addition entre deux nombres :
```
def
 
addition
(
x
,
y
):

    
return
 
x
+
y

def
 
g
(
x
):

    
return
 
S11
(
addition
,
x
)

print
(
g
(
4
)(
3
))
 
# affiche le résultat de addition(4,3) = 4+3 = 7

```

Dans l'exemple précédent, g s'écrit autrement {\displaystyle g:x\mapsto (y\mapsto x+y)}.